# Hypselognathus horridus
Hypselognathus horridus es una especie de pez de la familia Syngnathidae en el orden de los Syngnathiformes.

## Morfología
El macho puede alcanzar 27,3 cm de longitud total.

## Reproducción
Es ovovivíparo y el macho transporta los huevos en una bolsa ventral, la cual se encuentra debajo de la cola.

## Hábitat
Es un pez  de mar y de clima subtropical  que vive entre 40-55 m de profundidad.

## Distribución geográfica
Se encuentra en la Gran Bahía Australiana.